# Billy Strings
Billy Strings (eredeti neve William Apostol; (Lansing, 1992. október 3. –) kétszeres Grammy-díjas amerikai gitáros, blue-grass zenész.

## Életpályája
Karrierjének kezdetén, 2012-től Don Julin mandolinossal együtt lépett fel. Home című albuma a 63. Grammy-gálán díjat nyert a legjobb blue-grass albumok között.
Billy Strings olyan gitárosokkal játszott együtt, mint Tommy Emmanuel, Molly Tuttle, Cory Wong és sokan mások.

## Díjai, elismerései
- Grammy-díj (2021) a legjobb blue-grass albumért

## Diszkográfiája

### Studióalbumok
| Cím                                     | Részletek                                                             | Legjobb helyezés listán | Legjobb helyezés listán | Legjobb helyezés listán | Legjobb helyezés listán | Eladási példányszámok |
| Cím                                     | Részletek                                                             | US Country              | US Folk                 | US Grass                | US Heat                 | Eladási példányszámok |
| --------------------------------------- | --------------------------------------------------------------------- | ----------------------- | ----------------------- | ----------------------- | ----------------------- | --------------------- |
| Rock of Ages (Don Julinnal)             | - Release date: December 31, 2013 - Label: Billy Strings & Don Julin  | —                       | —                       | —                       | —                       |                       |
| Fiddle Tune X (Don Julinnal)            | - Release date: October 1, 2014 - Label: Billy Strings & Don Julin    | —                       | —                       | —                       | —                       |                       |
| Turmoil and Tinfoil                     | - Release date: September 22, 2017 - Label: Apostol Recording Company | —                       | —                       | 3                       | 18                      |                       |
| Home                                    | - Release date: September 27, 2019 - Label: Rounder                   | 41                      | 11                      | 1                       | 1                       | - USA: 13,300         |
| Renewal                                 | - Release date: September 24, 2021 - Label: Rounder                   | ?                       | ?                       | ?                       | ?                       |                       |
| "—" denotes releases that did not chart |                                                                       |                         |                         |                         |                         |                       |